# Половинка (приток Енисея)
Половинка — река в Туруханском районе Красноярского края, левый приток Енисея.
Длина реки — 39 км, исток находится в безлесном болоте на высоте 53 м. Всё течение Половинки проходит по болотистому, поросшему смешанным лесом (берёза, осина, ель), образованному излучиной Енисея полуострову, покрытому множеством малых озёр, заканчивающемуся мысом Карманный. В Государственном водном реестре у реки числистя один приток — Большая Симонкова, впадающая справа в 26 км от устья; на подробных картах, в 5 км ниже по течению обозначен ещё один приток — Малая Симонкова. Также, кроме несколько безымянных малых притоков, в нижнем течении справа впадает довольно крупный, тоже безымянный, вытекающий из озера Семивёрстное. Половинка впадает в Енисей, у южной оконечности острова Бородинский (или Долгий), на высоте 18 м, в 1363 км от устья.
По данным государственного водного реестра России относится к Енисейскому бассейновому округу. Код водного объекта — 17010600112116100056982.